# 下诺鲁斯
下诺鲁斯（俄语：Нижний Норус）是吉尔吉斯斯坦楚河州伊塞克阿塔区下辖的一个村。根据2009年吉尔吉斯共和国人口普查，全村人口为818人。